# 赤羽刀
赤羽刀（あかばねとう）は、第二次世界大戦直後の連合国軍占領下の日本において、連合国軍最高司令官総司令部（GHQ/SCAP）の指令によって接収された刀剣類の通称。

## 来歴
1945年（昭和20年）9月、日本の占領統治を開始した連合国軍最高司令官総司令部（GHQ/SCAP）は、日本の武装解除の一環として全国に刀剣などの武器類の提出を命じ、警察署を通して集められた刀剣類の大部分は海洋投棄などで処分された。これによって関東および東海地方の民家から接収された20万口を越える膨大な刀剣類（脇差、鎗、薙刀などを含む）は、当時東京都北区赤羽にあったアメリカ陸軍の第8軍兵器補給廠に集められた。これらの接収刀剣類は保管された場所の地名から「赤羽刀」と呼ばれるようになった。
1947年（昭和22年）に、関係者の努力により美術的価値の高い刀剣類約5600口が日本に返還され、その後、元所有者への返還が始まり、1132口が所有者などに返還されたが、4576口が所有者不明のまま、国の所有として東京国立博物館の収蔵庫で保管された。その中には重要美術品などに相当するのものは含まれていなかったが、およそ4000口には銘があり、「刀匠の出身地でなら、十分展示に値する」と評価されたものの、長期間放置されていたため研磨を要する状態になっていた。
終戦後50年にあたる1995年（平成7年）に「接収刀剣類の処理に関する法律」が成立して1996年（平成8年）2月から施行され、文化庁が元所有者からの返還請求を受け付け、審査の結果7口は、元所有者やその遺族に返還された。
1999年（平成11年）、なお国の所有に残ったもののうち3209口が、広く公開・活用を図るため、転売せず一般公開することを条件に全国191の公立博物館に無償譲与されることになった。譲渡先は刀との地縁も考慮されている。一般公開は刀剣の研磨など修繕をそれぞれの博物館の負担で行なうことが前提であり、それらの作業を経て、各地で「赤羽刀展」が開催されることになった。
岐阜県関市には刀工以外にも各職人が揃っているため修復しやすいという理由により最多となる480口が譲渡された。岡山県では、備前長船刀剣博物館107口（うち70口が「備前長船」）、岡山県立博物館およそ80口をはじめ、高梁市歴史美術館、新見美術館、加子浦歴史文化館、武蔵の里研修センターに、合計228口が譲与された。また、佐賀県立博物館は、114口の譲与を受け、2003年（平成15年）までに78口を修理して「全国最大規模」と謳った展覧会を2004年（平成16年）に開催した。